# دان باتلر
دان باتلر (انگلیسی: Dan Butler؛ زادهٔ ۲ دسامبر ۱۹۵۴) یک هنرپیشه اهل ایالات متحده آمریکا است.

## فیلم‌شناسی
از فیلم‌ها یا برنامه‌های تلویزیونی که وی در آن نقش داشته است می‌توان به سکوت بره‌ها، من عاشق مشکلم و کاپیتان ران اشاره کرد.